# Iglesia de San Torcuato (Zamora)
La iglesia de San Torcuato era un templo románico situado junto a la puerta de San Torcuato junto a la murallas (aproximadamente en la actual plaza del Maestro). Fue demolida en 1837 y se trasladó la advocación de San Torcuato a la actual sede de la Iglesia del Convento de los Trinitarios Calzados. La actual iglesia es un templo de estilo barroco que inició su construcción en 1673 y reformado en los siglos XVIII y XIX tras recibir la advocación. 

## Historia
El templo románico inicial fue construido en el año 1139, quizás antes. El edificio estaba adscrito a la jurisdicción del Monasterio de San Martín de Castañeda, estando ubicado en un lugar cercano a la derribada Puerta de San Torcuato (actual Plaza del Maestro). El templo se demolió en 1836 por encontrarse en estado ruinoso. La advocación se trasladó años después a la Iglesia de los monjes trinitarios, anexa al Convento de los Trinitarios y denominada como iglesia del convento de la Trinidad. La primera referencia del templo en el recinto amurallado (inter ambos muros) de la ciudad data del año 1138.
El advenimiento de los trinitarios a Zamora, que ocurre a finales del siglo XVI, no cuenta con la ayuda de un benefactor solvente que apoyara financieramente con la construcción del convento e iglesia. Finalmente el patronato lo tomó el licenciado Rui Díaz de Villacorta, abad de Pentes (Orense), patrón de la Casa Santa y fundador de la capilla del Calvario. Rui Díaz es quien en 1592 dona al nuevo convento su propia casa, la huerta, el herreñal y palomar colindantes con dicha capilla. La Iglesia de los trinitarios se construyó en 1673 (tal y como puede leerse en una lápida de su entrada) y lo hace en los terrenos donados. Se sabe detalles de su construcción gracias a las descripciones que hace Antonio Moreno de la Torre. La construcción del interior sufrió retrasos debido a problemas de financiación, así como la aparición de la peste en la ciudad que dificultaba la entrada de materiales. El día 31 de mayo de 1681, víspera de la fiesta de la Santísima Trinidad, se colocó la Eucaristía. En 2007 se descubrieron los restos de la iglesia original románica, que se situaba a unos metros de la actual, en la Plaza del Maestro.

## Características
Es una iglesia con planta de cruz latina. La puerta está orientada al Este. Poco se sabe del tracista, aunque se supone que es Pedro García, maestro de obras local y responsable de las iglesias de los conventos franciscanos de la Concepción y de San Juan Bautista. Destaca en su interior el retablo mayor, obra barroca de principios del siglo XVIII. Sus autores fueron Antonio Tomé (escultura), y el marmolista italiano Andrés Verda el retablo de estuco. Francisco Pérez trabajó también en el retablo, recibe encargo de su participación el 30 de mayo de 1710. Su experiencia en retablos se extiende a la iglesia parroquial de Villaralbo y del de Santiago de Medina de Rioseco (Valladolid). Francisco Pérez encarga a Antonio Tomé la práctica totalidad de las tallas figurativas en el retablo, con la excepción de las imágenes de los fundadores y la Virgen con el Niño del expositor, que eran anteriores a la fecha del contrato. En total le solicitó cuatro esculturas de bulto: La “Santa Inés” y la “Santa Catalina de Alejandría” en el banco, y el “Beato Marcos Criado” y el “San Miguel de los Santos” en el ático, dos grandes relieves de la “Trinidad” en el cuerpo principal y del “Ángel rompiendo las cadenas de los cautivos” en el ático y los niños que adornan la arquitectura, junto con el “Resucitado” que campa en la puerta del sagrario.
En el brazo meridional del crucero se encuentra la capilla del Trinitario Simón de Rojas, erigida por el arquitecto Francisco Castellote en 1771. Los retablos colaterales de la iglesia de la Trinidad tienen diversas imágenes. La de San José proviene de un testamento de Diego Altamirano que en agosto de 1679, dona el retablo realizado por Alonso Fernández de Rozas.